# Соколов, Вячеслав Константинович
Вячеслав Константинович Соколов (13 августа 1941, Челябинск — 5 февраля 2024, Орёл) — советский и российский политический деятель. Депутат Государственной Думы второго созыва (1995—1999). Первый секретарь Орловского городского комитета КПСС (1990—1991).

## Биография
Родился в Челябинске в семье военного. Школу окончил в Орле. В 1961 окончил Орловский машиностроительный техникум. Отслужив в армии поступил во Всесоюзный заочный машиностроительный институт.
С 1969 по 1971 гг. работал инженером — конструктором СКБ Орловского опытного завода НИИАТ.
В 1971 году переходит на комсомольскую работу инструктором отдела комсомольских организаций обкома, затем был избран первым секретарем Заводского райкома ВЛКСМ. В 1973 году получил должность инструктора горкома КПСС.
По окончании Московской высшей партийной школы возглавил организационный отдел горкома КПСС.
В 1982 году Соколова избирают вторым секретарем Советского райкома КПСС, в 1984 году — он заместитель заведующего отделом организационно-партийной работы Орловского обкома КПСС, затем — второй секретарь ГК КПСС. С 1988 года возглавлял Заводской райком КПСС. Через два года был избран первым секретарем Орловского горкома КПСС.
С 1991 года работал заместителем генерального директора ССИП «Велор», заместителем генерального директора ССАП «Орел-Авиа». В 1994 году назначен заместителем председателя правления коммерческого банка «Коопбанк», а затем заместителем директора банка «Информтехника».
В 1996—2000 годах депутат Государственной Думы Федерального Собрания РФ второго созыва, был членом фракции КПРФ, членом Комитета по бюджету, налогам, банкам и финансам. С 2001 года на пенсии.
Совместным постановлением коллегии администрации Орла и орловского совета народных депутатов № 3194 и № 73\767 ГС от 4 августа 2005 года имя Соколова Вячеслава Константиновича внесено в Книгу Почета города Орла.
Сын — российский политик Вадим Соколов (род. 1967).
Скоропостижно скончался 5 февраля 2024 года на 83-м году жизни.